# Freudenstadt
Freudenstadt ("glædesbyen") er en by med ca. 24.000 indbyggere i den tyske delstat Baden-Württemberg, i det sydvestlige Tyskland. De nærmeste større byer er Karlsruhe i nord (ca. 60 km) og Tübingen i øst (ca. 50 km).

## Eksterne links
- Byens officielle side Arkiveret 10. juni 2008 hos  Wayback Machine

- Wikimedia Commons har flere filer relateret til Freudenstadt